# 마포구·용산구
마포구·용산구는 대한민국의 옛 국회의원 선거구였다. 당시 서울특별시 용산구와 마포구 일대를 관할했다.

## 역사
제9대 국회의원 선거를 앞두고 용산구 선거구와 마포구 선거구가 통합되면서 신설된 선거구이다.
제13대 국회의원 선거를 앞두고 소선거구제가 실시되면서 용산구, 마포구 갑. 마포구 을 선거구로 나뉘어졌다.

## 역대 국회의원
| 선거   | 정당 | 정당       | 1위 의원 | 정당 | 정당       | 2위 의원 |
| ------ | ---- | ---------- | -------- | ---- | ---------- | -------- |
| 1973년 |      | 신민당     | 노승환   |      | 신민당     | 김원만   |
| 1978년 |      | 신민당     | 노승환   |      | 민주공화당 | 박경원   |
| 1981년 |      | 민주정의당 | 봉두완   |      | 민주한국당 | 김재영   |
| 1985년 |      | 신한민주당 | 노승환   |      | 민주정의당 | 봉두완   |

## 역대 선거 결과

### 대한민국 제9대 국회의원 선거
|  | 31.47% |

|  | 30.95% |

|  | 26.66% |

|  | 10.89% |

### 대한민국 제10대 국회의원 선거
|  | 35.62% |

|  | 35.46% |

|  | 26.21% |

|  | 2.70% |

### 대한민국 제11대 국회의원 선거
|  | 46.83% |

|  | 18.57% |

|  | 14.81% |

|  | 10.09% |

|  | 2.82% |

|  | 2.13% |

|  | 1.98% |

|  | 1.46% |

|  | 1.27% |

### 대한민국 제12대 국회의원 선거
|  | 52.41% |

|  | 27.55% |

|  | 16.79% |

|  | 2.04% |

|  | 1.18% |